# Richard Frank Oznowicz
Richard Frank Oznowicz (eller bare Frank Oz) (født 25. maj 1944) er en engelsk skuespiller, instruktør og dukkefører. Frank flyttede dog til Californien, USA i en alder af 5 år.
Man regner den mest kendte figur, han har spillet, for at være Yoda i George Lucas' Star Wars-film, hvor han både har lagt stemme til og fungeret som dukkefører. Hans arbejde som dukkefører ophørte dog efter The Phantom Menace, hvor Industrial Light & Magic i stedet arbejdede med en computeranimeret udgave af Yoda.
Han startede sin dukkeførerkarriere som tæt samarbejdspartner til Jim Henson og hans Muppets, og havde en stor del af hovedrollerne i Tv-serien The Muppet Show. Her førte han bl.a. Fozzie Bear, Miss Piggy, Sam the Eagle og Animal(dukke). Han førte også Bert, Cookie Monster og Grover i Jim Hensons andet Tv-program for børn, Sesame Street.